# Pont de Gennevilliers
Le pont de Gennevilliers franchit la Seine par trois arches sur une longueur de cent soixante mètres de Clichy à Asnières-sur-Seine.
Lors d'un comptage effectué en 2008 au moyen de compteurs à tubes, le trafic moyen journalier annuel s'élevait à 30 663 véhicules.

## Historique
Ce pont s'appelait autrefois pont de Lorraine.

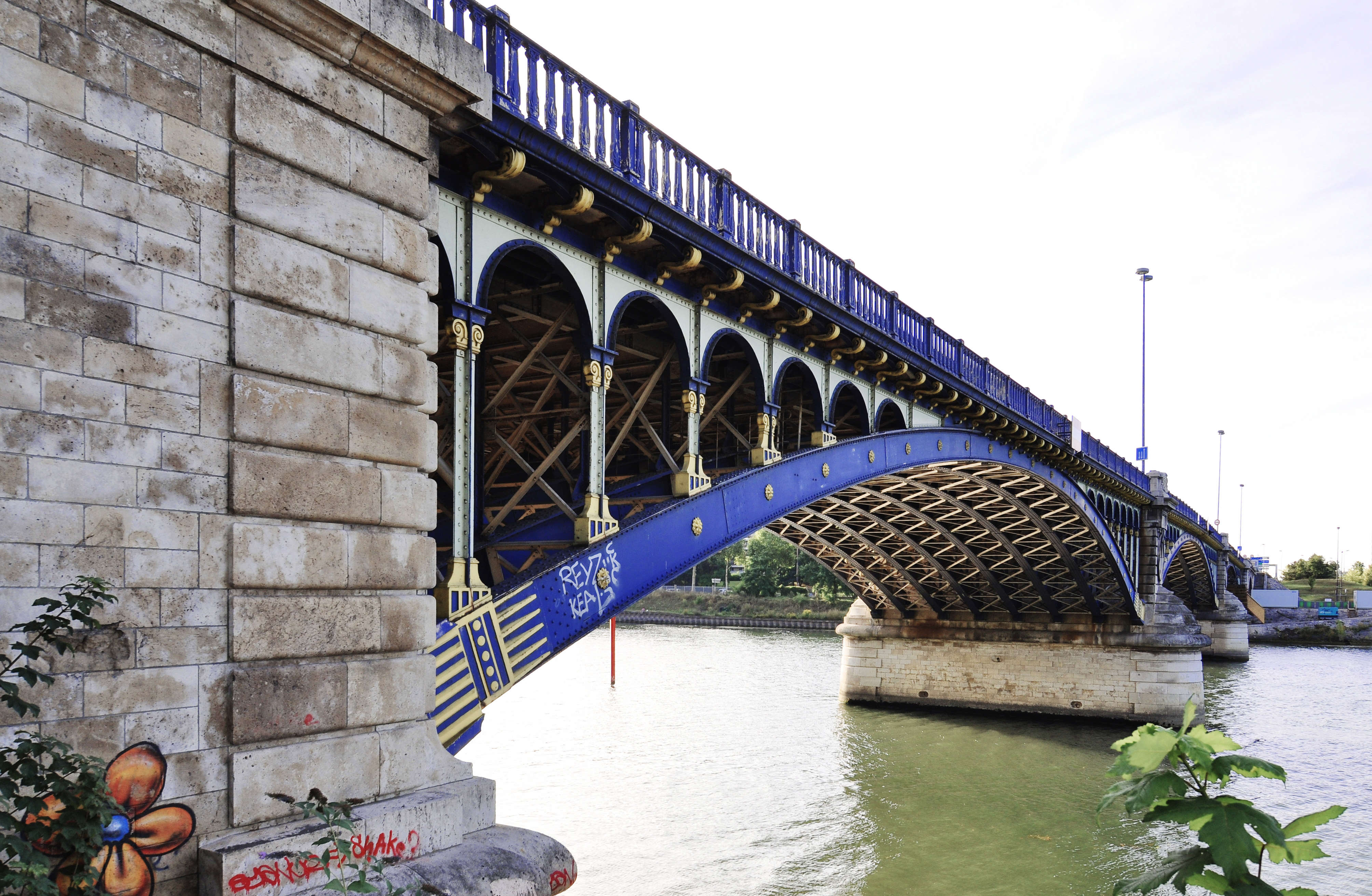
Côté nord du pont.
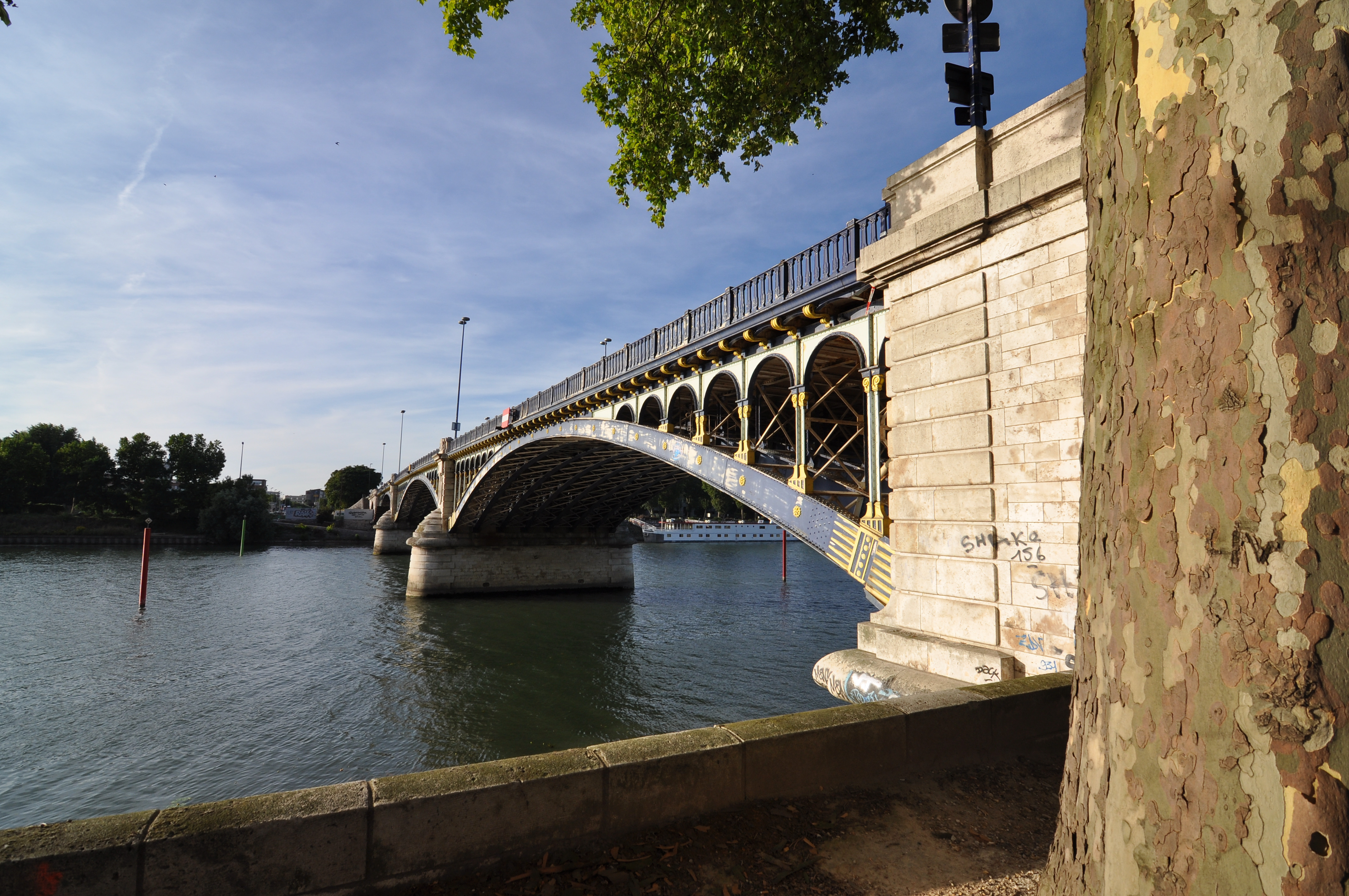
Pont du côté de Clichy.
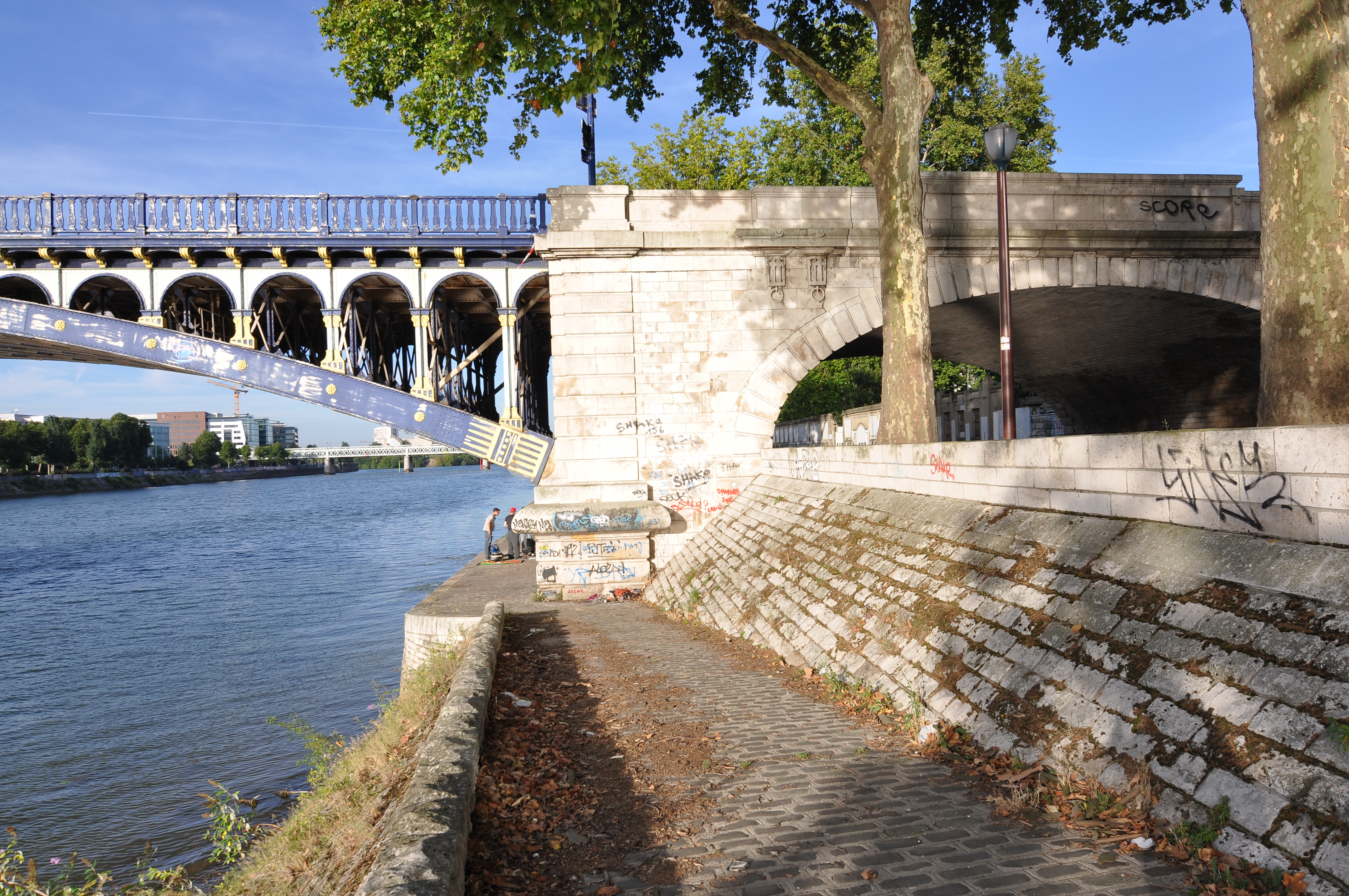
Côté sud du pont.